# Heniochus chrysostomus
Heniochus chrysostomus - ryba morska z rodziny chetonikowatych. Hodowana w akwariach morskich.

## Występowanie
Zamieszkuje rafy koralowe zwykle na głębokościach 2 - 40 m w ciepłych wodach oceanicznych od zachodnich wybrzeży Indii przez Ocean Indyjski i Ocean Spokojny do południowej Japonii.

## Charakterystyka
Dorasta do 18 cm długości. Żywi się polipami koralowców.